# Język asmat casuarina
Język asmat casuarina, także kaweinag – język papuaski używany w prowincji Papua w Indonezji (dystrykty Edera i Pantai Kasuari, kabupaten Mappi, rejon rzek Ewta i Kuti). Według danych z 1991 roku posługuje się nim 9 tys. osób.
Dzieli się na dwa dialekty: matia, sapan (safan). Nie wykształcił piśmiennictwa.